# Opóźnienie ujemnego zwrotu
Czas pobudzenia istotnego, opóźnienie zwrotu ujemnego – termin używany w elektrokardiografii, który określa czas potrzebny, aby pobudzenie elektryczne mogło przejść od wsierdzia i znajdujących się tam włókien Purkiniego do warstwy nasierdziowej bezpośrednio pod elektrodą. Jest on krótszy (≤ 35 ms) w odprowadzeniach przedsercowych znad prawej komory serca (V1-V2), ponieważ ściana komory prawej jest cieńsza. W odprowadzeniach przedsercowych znad lewej komory serca (V5-V6) opóźnienie ujemnego zwrotu jest większe (≤ 45 ms) z powodu większej grubości mięśnia tej komory.

## Przyczyny wydłużenia czasu pobudzenia istotnego
- przerost mięśnia sercowego komór
- zaburzenia w przewodzeniu sródkomorowym (IVCD)

## Interpretacja w EKG
Czas pobudzenia istotnego mierzymy od początku zespołu QRS do szczytu załamka R w odprowadzeniach w których nie występuje załamek Q.
Gdy zespół QRS ma konfigurację RSR', opóźnienie ujemnego zwrotu liczymy do załamka R'.